# Santa Eulalia de Tábara
Santa Eulalia de Tábara es una localidad española perteneciente al municipio de Moreruela de Tábara, en la provincia de Zamora, comunidad autónoma de Castilla y León.
Su término pertenece a la histórica y tradicional comarca de la Tierra de Tábara, con la que comparte sus especiales características, en especial de paisaje natural y urbano. Entre su patrimonio, destaca el yacimiento arqueológico denominado «El Castillón» que, situado en las cercanías del río Esla, contiene un castro y pinturas rupestres que, desde 1985, han sido incluidas dentro del catálogo de bienes protegidos de la Junta de Castilla y León. Además, se encuentra enclavado en el denominado Camino de Santiago Sanabrés.
Santa Eulalia destaca por el fuerte arraigo de su movimiento asociativo y de voluntariado, con la reciente creación de un complejo cultural formado por el «Museo Etnográfico Comarcal», el «Museo Etnográfico Exterior», el salón sociocultural y la biblioteca pública.

## Ubicación
Santa Eulalia de Tábara es una localidad pedánea del municipio de Moreruela de Tábara, cuyo término se encuentra situado en la parte central de la provincia de Zamora, junto a la margen derecha del río Esla. Sus límites físicos son el Alto Veladero al norte, el río Esla en el este y el sur, y el arroyo del Molino al oeste.
Su término cuenta con un relieve llano con pequeñas alturas. Entre sus parajes, destacan los situados en las proximidades del río Esla, con especial mención de «El Castillón» y «La Peña Vaquera».

## Historia
La ocupación humana del territorio de Santa Eulalia de Tábara remite a El Castillón, yacimiento arqueológico consistente en un castro romanizado con posible ocupación desde la Edad del Hierro o anterior, que se ubica en un cerro junto al río Esla. Las muestras de arte rupestre halladas en él son pinturas de arte esquemático que los ancestros dejaron sobre el cauce del Esla.
En todo caso, desde el siglo X Santa Olaya quedó integrado en el Reino de León, cuyos monarcas habrían acometido la repoblación de la localidad dentro del proceso repoblador llevado a cabo en la zona,  quedando integrado desde 1371 en el señorío de Tábara, posterior Marquesado de Távara.
Dada su pertenencia al señorío tabarés, durante la Edad Moderna Santa Olaya estuvo integrado asimismo en el partido de Tábara de la provincia de Zamora, tal y como reflejaba en 1773 Tomás López en Mapa de la Provincia de Zamora. Así, al reestructurarse las provincias y crearse las actuales en 1833, la localidad se mantuvo en la provincia zamorana, dentro de la Región Leonesa, integrándose en 1834 en el partido judicial de Alcañices, dependencia que se prolongó hasta 1983, cuando fue suprimido el mismo e integrado en el Partido Judicial de Zamora.
Por último, cabe señalar que, en torno a 1850, el antiguo municipio de Santa Eulalia de Tábara se integró en el de Moreruela de Tábara.

## Patrimonio
- Destaca el yacimiento arqueológico denominado «El Castillón» que incluye un espacio de 13 hectáreas situadas en las cercanías del río Esla en las que hay restos de un castro y pinturas rupestres que han sido protegidas por la Junta de Castilla y León, al incluirlas dentro de su catálogo de bienes protegidos.

- Por otra parte, también son destacables su recién restaurada iglesia románica, la iglesia de Santo Tomás, que data del siglo XI-XIII,[13] y la zona de recreo de la «Peña Vaquera».

## Economía
Los santaeluleños se dedican principalmente a las actividades agrícolas y ganaderas, principalmente las relacionadas con el ovino y el vacuno.

## Fiestas
La pedanía de Santa Eulalia de Tábara celebra sus fiestas patronales a finales de octubre (el 19) a la Virgen del Rosario (con la fecha adaptada aunque se honre a Santo Tomás), y en verano en la segunda quincena de Agosto en la Semana Cultural, sin olvidar en Navidad la escenificación de La Cordera y del Auto de los Reyes Magos. También celebran la tradicional Misa y procesión de San Isidro el 15 de mayo y San Antonio Abad el 13 de junio.